# Dadizele
Dadizele (anciennement Dadizeele) est un village qui fait partie de la commune belge de Moorslede, en province de Flandre-Occidentale. C'était une commune à part entière avant la fusion des communes de 1977.

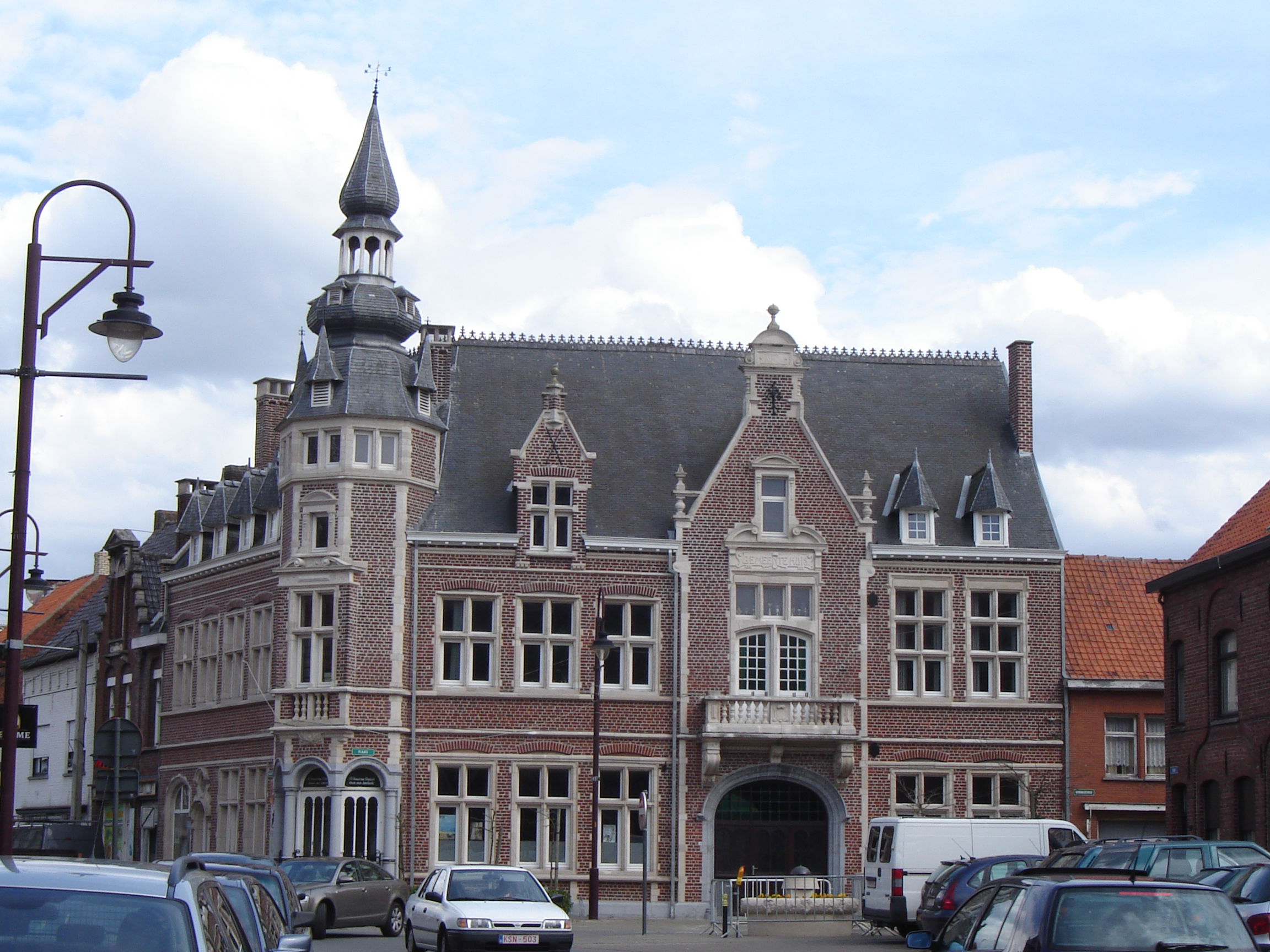
Ancienne maison communale de Dadizele.

Les habitants de Dadizele sont surnommés les Pompeschitters : ce sobriquet tire son origine de la statue se trouvant dans le parc Het Torreke, statue qui trouve elle-même son origine dans le conte De Pompeschitter.
Dadizele se dit en dialecte local Deizel ou Daisel.

## Géographie
Dadizele est limitrophe de Moorslede (section de commune), Ledegem (section de commune), Moorsele, Geluwe et Beselare. C'est une localité rurale avec une activité industrielle restreinte.
La Heule, souterraine, passe par le centre du village.

## Démographie

### Évolution démographique
- Sources : INS, Rem. : 1831 jusqu'en 1970 = recensements, 1976 = nombre d'habitants au 31 décembre[3].

## Patrimoine
- la Basilique Notre-Dame: centre de culte marial. Deux pèlerinages y ont lieu, en mai et en septembre.
- Dadipark, un des plus anciens parcs d'attractions de Belgique, fermé depuis 2002.
- Het Torreke, parc communal.
- le château Mariënstede et son parc ; le château accueille un centre de jour pour handicapés.

## Personnalités
- Jean de Dadizele (XVe siècle), construisit la première église dédiée à Notre-Dame.
- Benoît Joseph Holvoet (1763-1838), personnalité politique de Flandre-Occidentale, est né à Dadizeele.
- Julien Vervaecke (1899-1940), coureur cycliste professionnel est né à Dadizele
- Félicien Vervaecke (1907-1986), coureur cycliste professionnel, est né à Dadizele

## Galerie

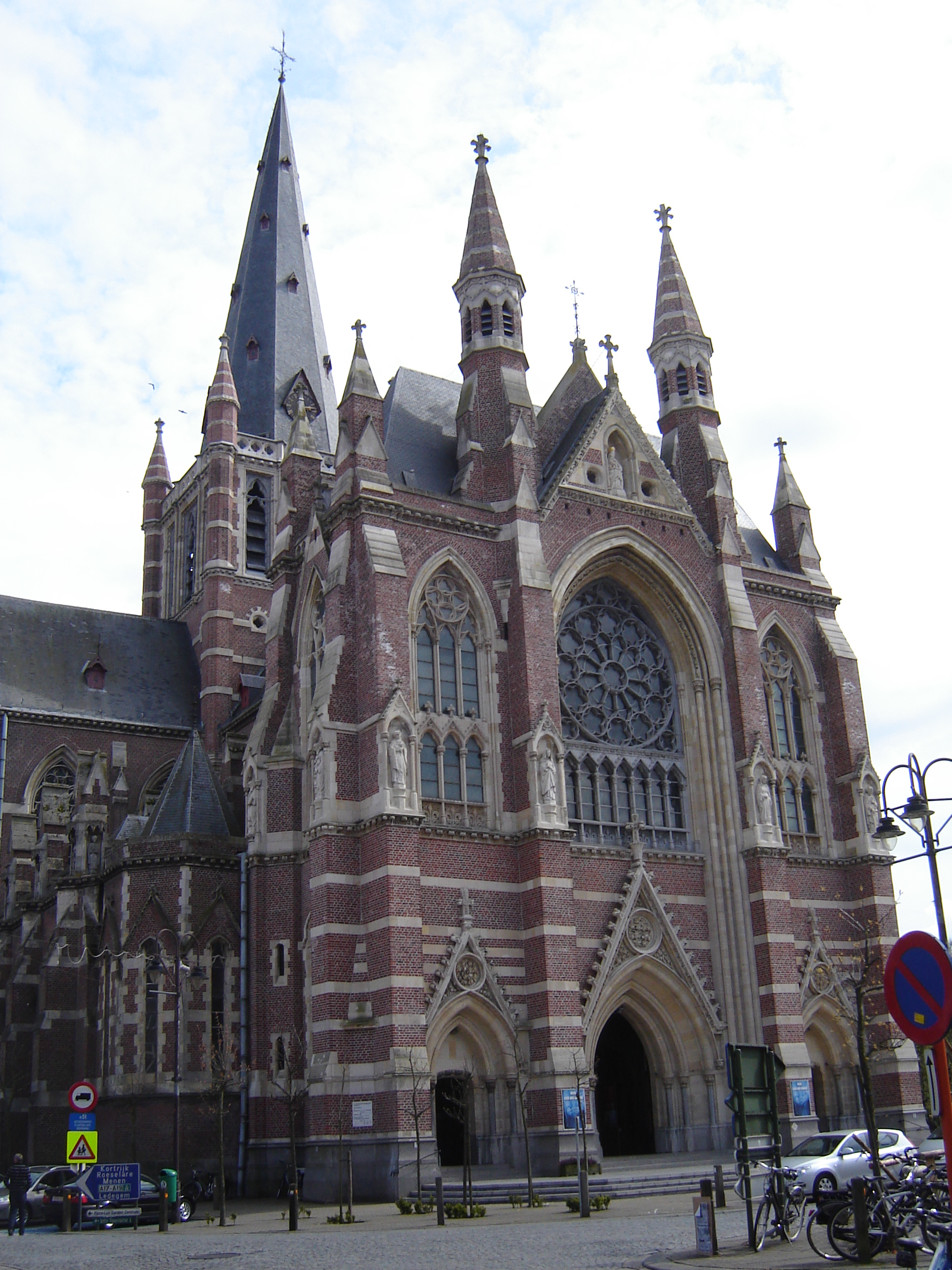
La basilique Notre Dame de l'immaculée conception.
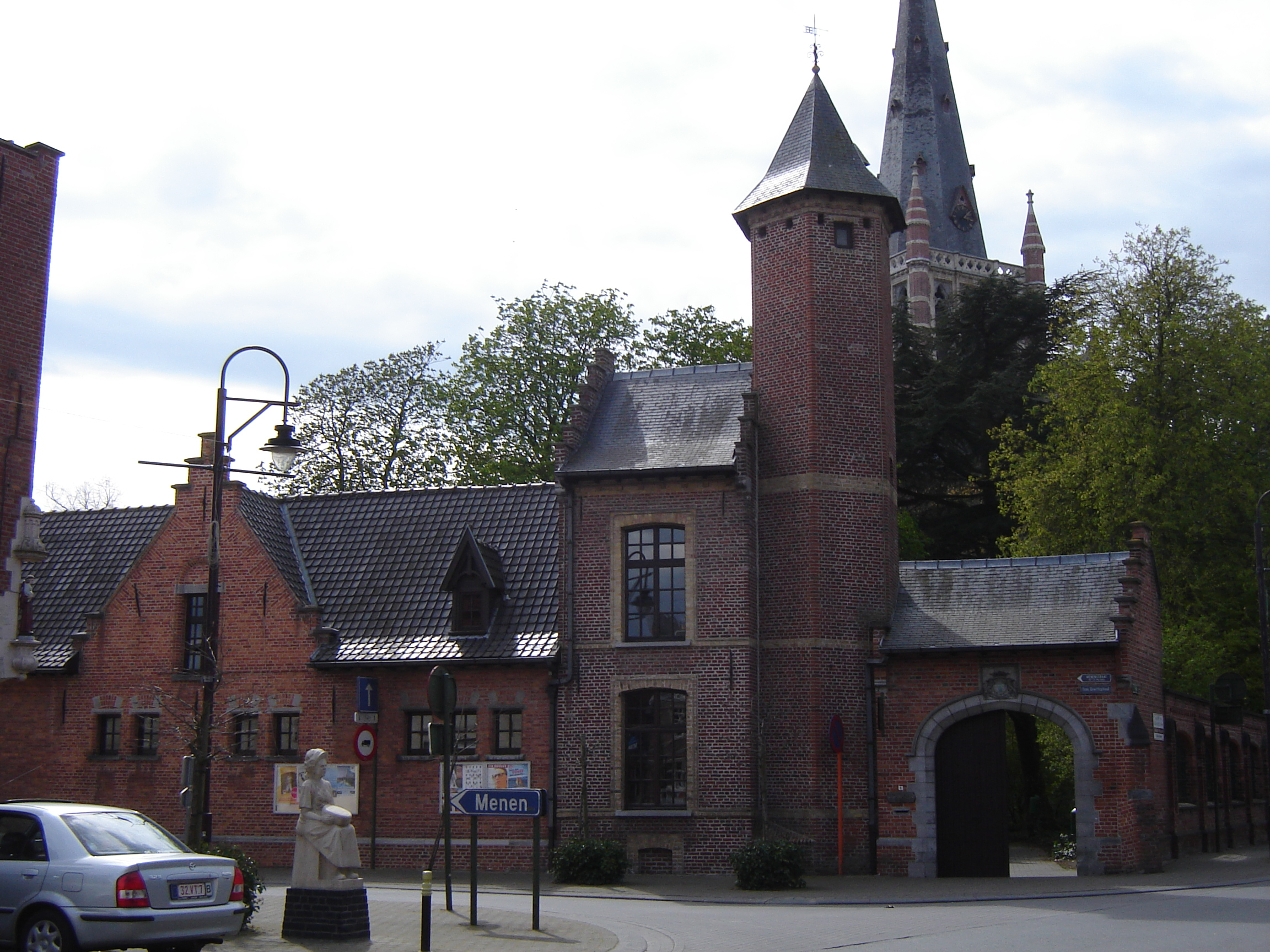
Het Torreke.